# Де Бурги
Де Бурги (англ. House of de Burgh, лат. de Burca или de Burgo) — аристократический род, игравший важную роль в Англии и Ирландии в XIII — XIV веках. Его представители в разное время носили титулы граф Кент, лорд Коннахт, граф Ольстер, барон Бург.

## История
Начало рода де Бургов связано с замком Бург в Норфолке, владельцем которого в конце XII века был Уолтер де Бург. Двое сыновей Уолтера заняли видное положение при дворе короля Иоанна Безземельного. Старший, Хьюберт, стал главным юстициарием Англии и получил от Джона ряд владений в Сомерсете и Валлийской марке, а от Генриха III — титул графа Кента. Однако позже он попал в немилость и был лишён титула и части владений.
Второй сын Уолтера де Бурга, Уильям, участвовал в войнах Иоанна Безземельного в Ирландии и получил от короля титул лорда Коннахта (примерно в 1194 году), но не смог установить реальный контроль над формально пожалованными ему территориями. Его сын Ричард завоевал Коннахт только к 1236 году. Сын Ричарда Уолтер обменял свои владения в Манстере на Ольстер и получил от Генриха III титул графа Ольстера (1264). Второй граф, сын Уолтера Ричард, расширил свои владения за счёт земель деда по матери, юстициария Ирландии Джона Фиц-Джеффри (1297), и смог отразить угрожавшую его владениям агрессию Шотландии, став самым могущественным человеком в Ирландии. Наследовавший ему внук Уильям погиб в возрасте 20 лет (1333), став последним мужчиной в этой ветви рода. Тогда король Эдуард III женил на единственной дочери Уильяма Элизабет одного из своих сыновей — Лайонела Антверпенского, ставшего таким образом наследником де Бургов. Через дочь Лайонела титул и земли графа Ольстера отошли к Мортимерам, а затем — к Йоркам.
Представители младших ветвей де Бургов продолжали владеть землями в Ирландии, постепенно превращаясь в вождей местных кланов, а их фамилия трансформировалась в Берк. Предводитель клана Мак Уильям Уахтар Улик Берк в 1543 году получил от короля Англии Генриха VIII титулы 1-го графа Кланрикарда и 1-го барона Данкеллина. Его потомки дважды (в 1646 и 1789 годах) получали титул маркиза Кланрикарда, а с 1752 года носили фамилию де Бург. Представители ещё одной ветви Берков с 1627 года носили титул виконта Мейо. В 1580 году был создан титул барона Берка из Коннелла, в 1618 — титул барона Берка из Бриттаса, конфискованные в 1691 году.
Потомки Хьюберта де Бурга в течение всего высокого и позднего средневековья владели землями в Линкольншире. Сэр Томас Бург в 1487 году получил титул барона Бурга из Гейнсборо, созданный заново для его внука в 1529 году. В 1602 году титул перешёл в состояние бездействия, в 1916 году был возрожден для подполковника Александра Генри Лита — потомка Бургов по женской линии.

## Генеалогия
Уолтер де Бург; жена — Элис
- Хьюберт (около 1160—1243), 1-й граф Кент; 1-я жена — Беатриса де Варенн; 2-я жена — Изабелла Глостерская, 3-я жена — Маргарет Шотландская
  - (1) Джон (умер после 1271 года)
  - (1) Хьюберт, предок баронов де Бург из Гейнсборо
  - (3) Маргарет (1223—1237); муж — Ричард де Клер, 6-й граф Глостер
- Уильям (около 1160—1205/1206 году), титулярный лорд Коннахт; жена — дочь Домналла Томондского
  - Ричард (умер около 1243), 1-й барон Коннахт; жена — Эгидия де Ласи
    - Ричард (умер в 1248 году), 2-й барон Коннахт
    - Уолтер (умер в 1271 году), 1-й граф Ольстер; жена — Эвелина Фиц-Джон
      - Джилл; муж — Джеймс Стюарт, 5-й лорд-стюард Шотландии
      - Ричард (1259—1326), 2-й граф Ольстер; жена — Маргарет
        - Эвелина; муж — Джон Бирмингем
        - Элеонора; муж — Томас де Мультон
        - Элизабет; муж — Роберт I Брюс
        - Уолтер (умер в 1304 году)
        - Джон (1280—1313); жена — Элизабет де Клер
          - Уильям (1312—1333), 3-й граф Ольстер; жена — Мод Ланкастерская
            - Элизабет 4-я графиня Ольстер; муж — Лайонел Антверп, герцог Кларенс

          - Джейн; муж — Джон Дарси

        - Мод; муж — Гилберт де Клер, 8-й граф Хартфорд
        - Томас
        - Кэтрин; муж — Томас Фиц-Джеральд
        - Эдмунд (1298—1338)
        - Джейн; 1-й муж — Томас Фиц-Джеральд; 2-й муж — Джон Дарси
        - сын
          - Кэтрин; муж — Пирс Батлер

    - Уильям (умер в 1270 году)
      - Уильям

    - Марджори; муж — Тибо Батлер
    - Элис
    - Мод; муж — Джеральд Прендергаст
    - дочь; муж — Эймон де Валенс

  - Хьюберт, епископ Лимерика
  - (бастард) Ричард, шериф Коннахта
- Джеффри (около 1180—1228), епископ илийский
- Томас